# Die Nerven
Die Nerven sind eine deutsche Rockband aus Stuttgart, die den Genres Post-Punk, Noise-Rock und Indie-Rock zuzuordnen ist.

## Geschichte
Die Nerven wurde Anfang 2010 in Esslingen am Neckar zunächst als Lo-Fi-Band von Julian Knoth (Bass, Gesang) und Max Rieger (Gitarre, Gesang) gegründet. Die beiden veröffentlichten zusammen mit dem Schlagzeuger Philipp Knoth zwischen 2010 und 2012 diverse MP3-Alben. Mit dem Demo-Album Asoziale Medien (2012) konnte die Band schließlich einen Plattenvertrag beim Independent-Label This Charming Man Records erreichen. 2012 stieg schließlich Schlagzeuger Kevin Kuhn (* Februar 1989) ein und Die Nerven machten als Trio weiter. Im Dezember 2012 erschien über This Charming Man Records das Album Fluidum. Das darauffolgende Album Fun, produziert von Ralv Milberg bringt schließlich 2014 den Durchbruch. Jan Wigger von Spiegel Online bezeichnete das Album „als eine(r) der wichtigsten und besten deutschsprachigen Platten dieses Jahrzehnts“. Hochgelobt wurde das Album außerdem in der Zeitschrift Spex. Für das Video zum Lied Angst hat man die Band Tocotronic gewinnen können, die dort als Imitationen von Die Nerven auftreten. Die Redaktion von laut.de wählte das Album auf Platz 11 der Alben des Jahres 2014. Bei den Alben des Jahres der Berliner Tageszeitung landete das Werk auf Platz 2. Im Begleittext nannte Christian Ihle die Band „beste Liveband des Landes“. Es folgten Auftritte beim Roskilde-Festival und dem Melt!-Festival sowie ausgiebige Konzert-Tourneen u. a. auch durch Israel. Diese Tournee bildete den Dokumentarfilm Die Nerven in Israel von Simon Heinze und Florian Krauss.
Am 9. Oktober 2015 erschien bei Glitterhouse Records (Vertrieb: Indigo) das dritte Album Out. Die junge Welt zählte es im Jahresrückblick zum fünftbesten Popalbum 2015. 2016 steuerten Die Nerven unter der Regie von Armin Petras an der Berliner Schaubühne und am Schauspielhaus Stuttgart die Musik zu dem Theaterstück Die Erfindung der Roten Armee Fraktion durch einen manisch-depressiven Teenager im Sommer 1969 bei. Mit Live in Europa erschien am 16. Juni 2017 auch das erste Doppel-Live-Album der Band, welches auf verschiedenen Konzerten während der Out-Tour im Winter 2015 mitgeschnitten wurde.
Die räumliche Enge Stuttgarts, der Mangel an Szene-Freiräumen und Proberäumen haben dazu geführt, dass Kuhn nach Berlin abwanderte und Rieger zunächst nach Leipzig und später auch nach Berlin zog. Geblieben ist Knoth, der bislang entschlossen ist, die vielen persönlichen Bezüge dort nicht aufzugeben. Auch der Verwaltungsmanager der Band und die Roadies beziehungsweise Konzertsoundmixer sind nun in Berlin. Im Oktober 2017 ermöglichte das Goethe-Institut einen Bandauftritt in Washington, D.C.

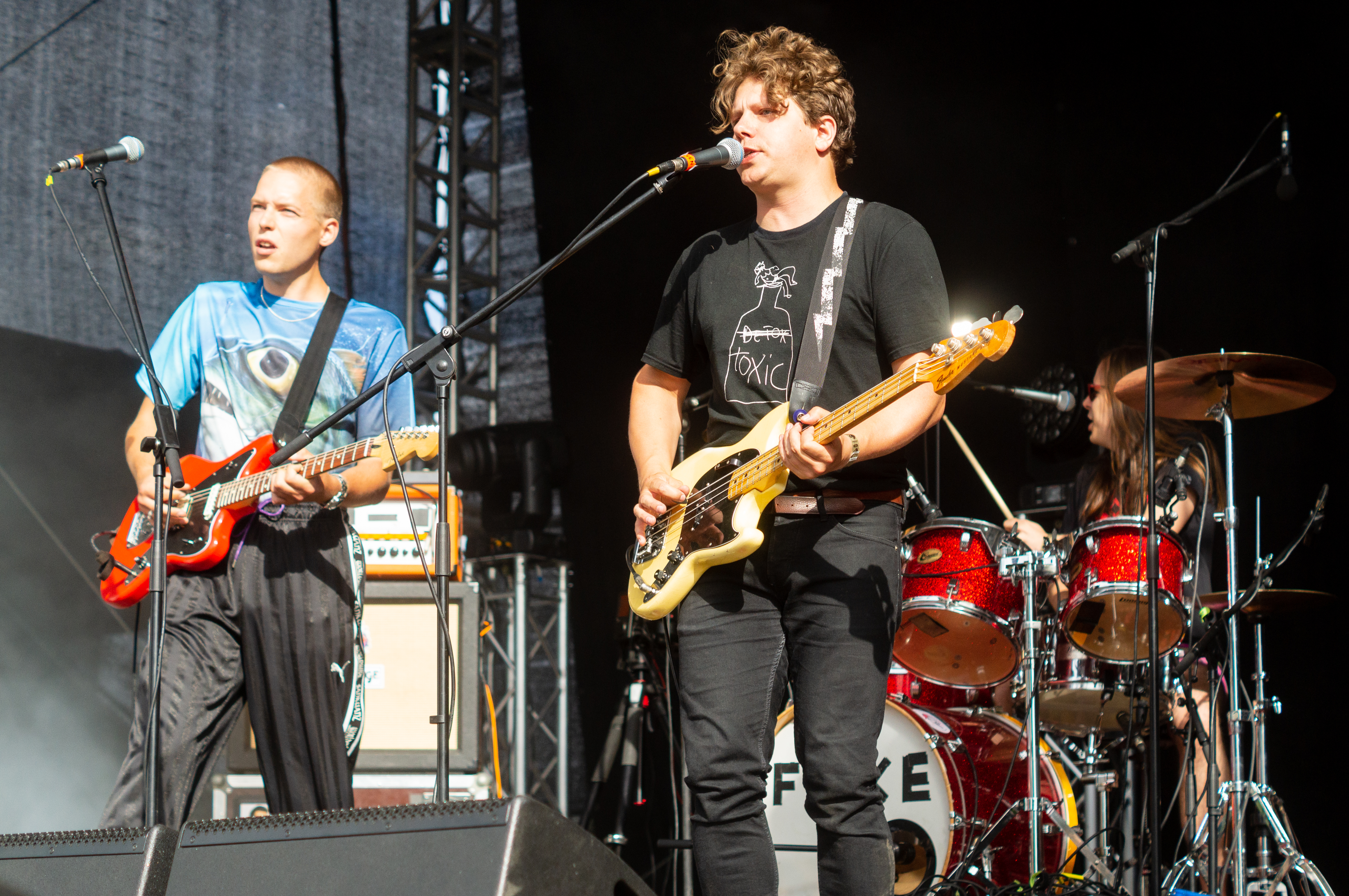
Die Nerven auf dem Kosmonaut Festival 2019

Am 20. April 2018 erschien das vierte Album Fake, vollständig in der Toskana in einem mobilen Tonstudio Ralv Milbergs aufgenommen. Es erreichte Platz 13 der deutschen Albumcharts. Die Zeitschrift Intro nannte es bereits vor Veröffentlichung „das beste deutsche Album des Jahres“. Im deutschsprachigen Feuilleton werde Fake vielfach als das bislang beste deutsche Rockalbum des Jahres 2018 abgefeiert, sagt die Musikkritik beim rbb. Die Band erweiterte mit diesem Album ihren Stil, generierte Songs, die deutlich eingängiger und poppiger waren als bisher. Kevin Kuhn äußerte im Interview mit Nadine Schmidt vom Ox Fanzine, dass diese Entwicklung intuitiv geschah: [...„Als wir das Lied ,Niemals‘ geschrieben haben, war es tatsächlich ein seltsamer Moment und ich war selbst verwundert, dass wir so was zulassen.“]
Am 7. Oktober 2022 erschien das fünfte Album Die Nerven, das Platz 17 der deutschen Albumcharts erreichte. Es erhielt, wie das Vorgängeralbum, größtenteils positive Kritiken. Der Tagesspiegel beschrieb das Album als den bisherigen Höhepunkt der Bandgeschichte. Der Musikexpress kürte es in seinem Jahresrückblick zum zweitbesten Album des Jahres 2022.
Das sechste Album Wir waren hier erschien am 13. September 2024. Das Magazin Der Berliner beschrieb das Album als „Electrifying noise-rock, opulently produced“.

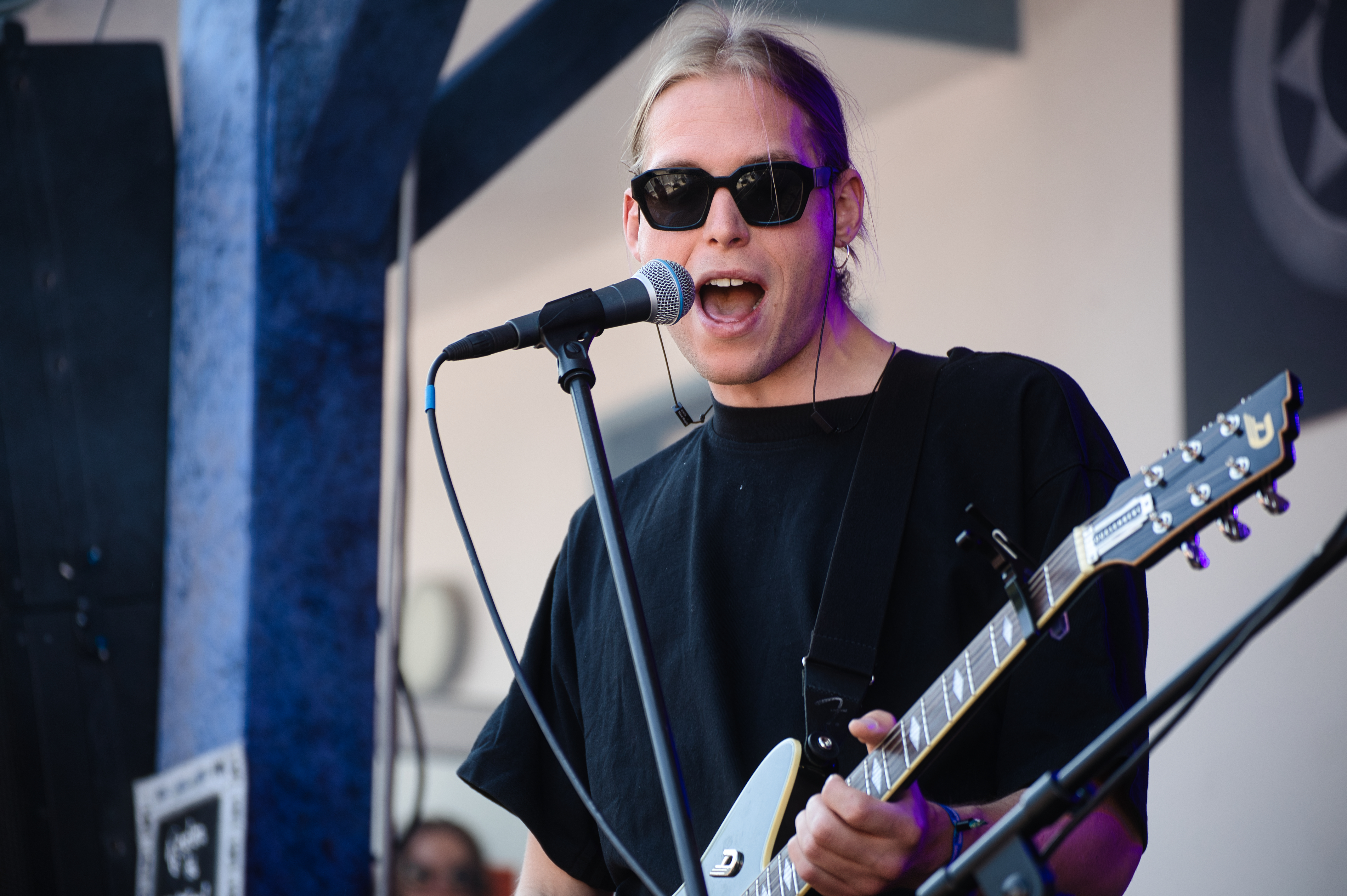
Max Rieger
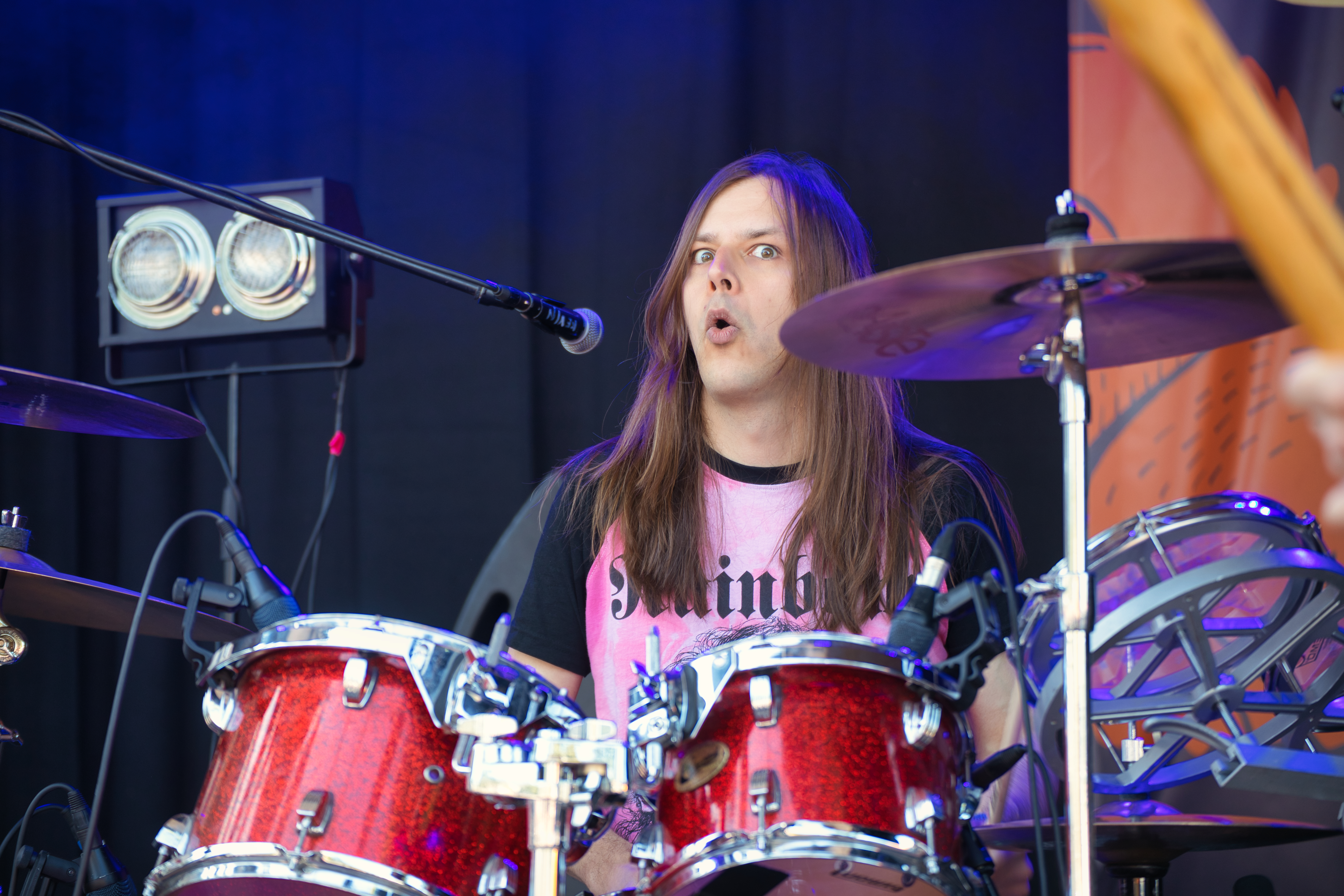
Kevin Kuhn
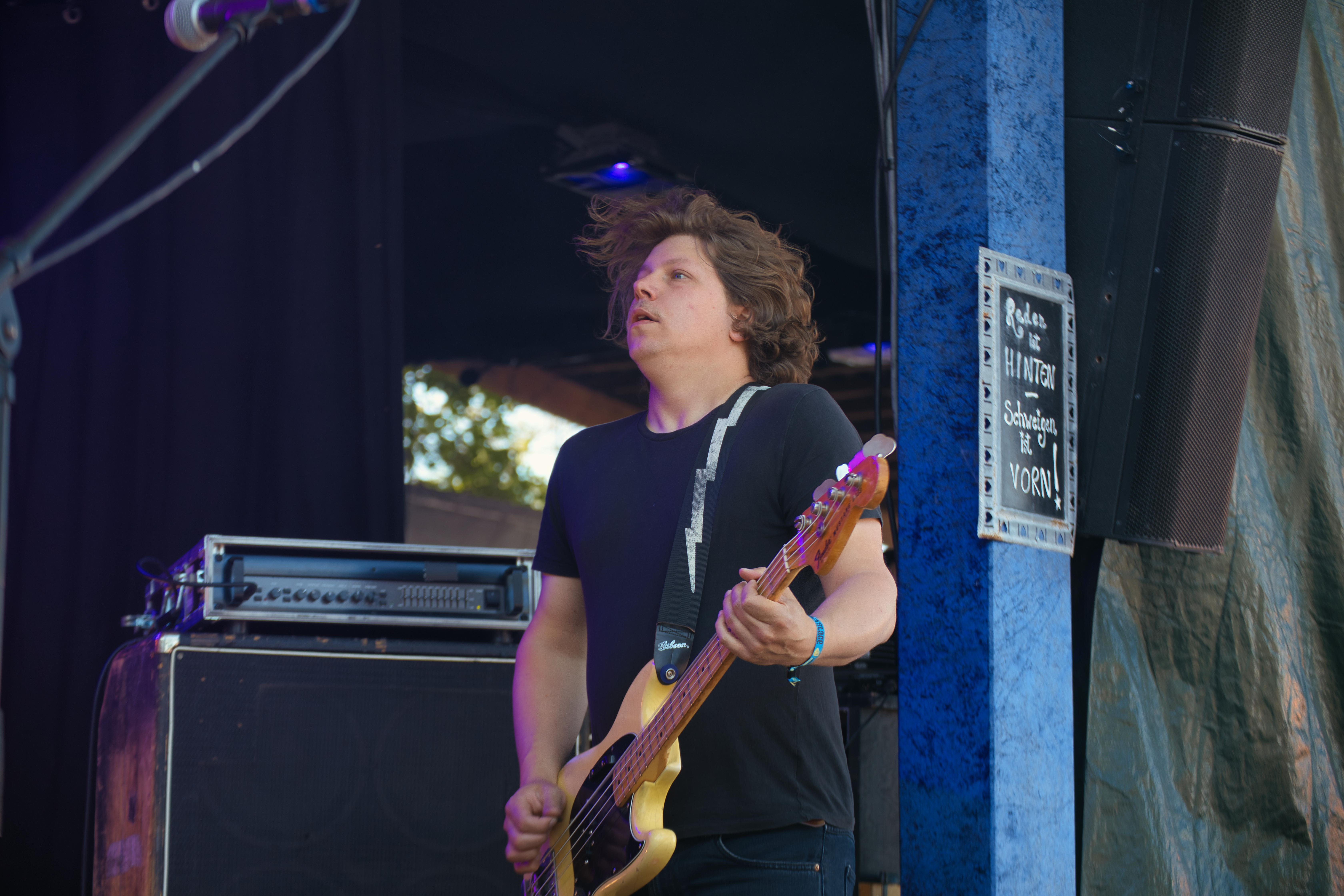
Julian Knoth

## Stil
Die Nerven spielen eine Mischung aus verschiedenen Punk- und Postpunk-Stilen mit überwiegend apolitisch skeptischen, gegen gesellschaftliche Zwänge gerichteten deutschsprachigen Songtexten. Die Musik ist von verschiedenen Bands beeinflusst. So spielen Sonic Youth eine Rolle, es werden aber auch die schweren Gitarrenriffs von beispielsweise Black Sabbath verwendet. Der von den Nerven gecoverte Song Summertime Sadness von Lana Del Rey fällt in der eingedeutschten Single Sommerzeit, Traurigkeit deutlich härter, kantiger und nicht gerade melancholisch aus.

## Nebenaktivitäten
Neben Die Nerven sind alle drei Bandmitglieder auch in anderen Bands und Projekten tätig. Max Rieger veröffentlichte unter dem Pseudonym All Diese Gewalt bisher vier Solo-Alben (Kein Punkt wird mehr fixiert 2014, Welt in Klammern 2016, Welt in Klammern (Addendum) 2017, Andere 2020 und Alles ist nur Übergang 2023) und ist außerdem als Musikproduzent (u. a. Drangsal, Friends of Gas und Ilgen-Nur) beschäftigt. Rieger ist zudem Teil des Experimental-Trios Jauche und veröffentlicht unter seinem Pseudonym Obstler Black Metal. Kevin Kuhn ist nebenbei Mitglied bei den Bands Karies, Wolf Mountains und der Berliner Band Scharping. Julian Knoth unterhält die beiden Band-Nebenprojekte Yum Yum Club und Peter Muffin Trio, bei denen jeweils sein Bruder Philipp Knoth trommelt. Mit Peter Muffin veröffentlichte er 2017 das Album Ich und meine 1000 Freunde, das überwiegend seine Kompositionen und Texte enthält. Er legt besonderen Wert darauf, dass nicht geschäftsmäßiges Planen, sondern musikalische Improvisation den Sound bestimmt. Mit Thomas Westner von der Münchner Band Friends of Gas gründete und betreibt er das Label Butzen, das musikalisch interessante Bandprojekte auf Kassetten veröffentlicht.

## Diskografie

### Studioalben
| Jahr | Titel Musiklabel                   | Höchstplatzierung, Gesamtwochen, AuszeichnungChartsChartplatzierungen (Jahr, Titel, Musiklabel, Platzierungen, Wochen, Auszeichnungen, Anmerkungen) | Anmerkungen                              |
| Jahr | Titel Musiklabel                   | DE | Anmerkungen                              |
| ---- | ---------------------------------- | --- | ---------------------------------------- |
| 2012 | Fluidium This Charming Man Records | — | Erstveröffentlichung: 14. Dezember 2012  |
| 2014 | Fun This Charming Man Records      | — | Erstveröffentlichung: 7. Februar 2014    |
| 2015 | Out Glitterhouse                   | — | Erstveröffentlichung: 9. Oktober 2015    |
| 2018 | Fake Glitterhouse                  | DE13 (… Wo.)DE | Erstveröffentlichung: 20. April 2018     |
| 2022 | Die Nerven Glitterhouse            | DE14 (2 Wo.)DE | Erstveröffentlichung: 7. Oktober 2022    |
| 2024 | Wir waren hier Glitterhouse        | DE14 (1 Wo.)DE | Erstveröffentlichung: 13. September 2024 |

### Livealben
- 2017: Live in Europa (Glitterhouse Records)

### Singles, EPs
- 2012: Sommerzeit, Traurigkeit (7", This Charming Man)
- 2013: Fick dich Alter! (Split-7" mit Candelilla, Euphorie)
- 2013: Nichts neues (7", Amphetamine Reptile Records)
- 2013: Split-7" mit Freiburg (This Charming Man)
- 2014: Hörst du mir zu? (12", This Charming Man)
- 2022: Europa (Glitterhouse Records)
- 2022: Keine Bewegung (Glitterhouse Records)
- 2022: Alles reguliert sich selbst (Glitterhouse Records)
- 2024: Als ich davonlief (Glitterhouse Records)
- 2024: Das Glas zerbricht und ich gleich mit (Glitterhouse Records)
- 2024: Große Taten (Glitterhouse Records)
- 2024: Achtzehn (Glitterhouse Records)
- 2024: Ich will nicht mehr funktionieren (Glitterhouse Records)

### Demos
- 2010: Happy Polka (Download-Album)
- 2010: Yes Sir, I Can Boogie! (Download-Album)
- 2011: Bei uns ist es gemütlich (live) (Download-Album)
- 2011: Gute-Nacht-Geschichten für Kinder zwischen 1-4 (Download-Album)
- 2012: Asoziale Medien (CD-R/Download)
- 2012: Verworfenes und Verdorbenes (CD-R)
- 2013: Opfer: Live in Konzert #1 (MC)